# عجلة حربية

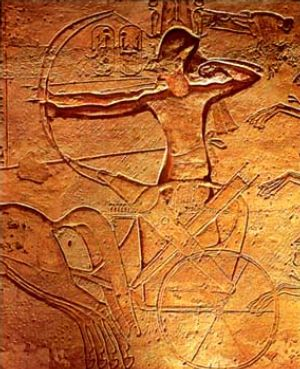
رمسيس الثانى في معركة قادش مستخدما عجلة حربية

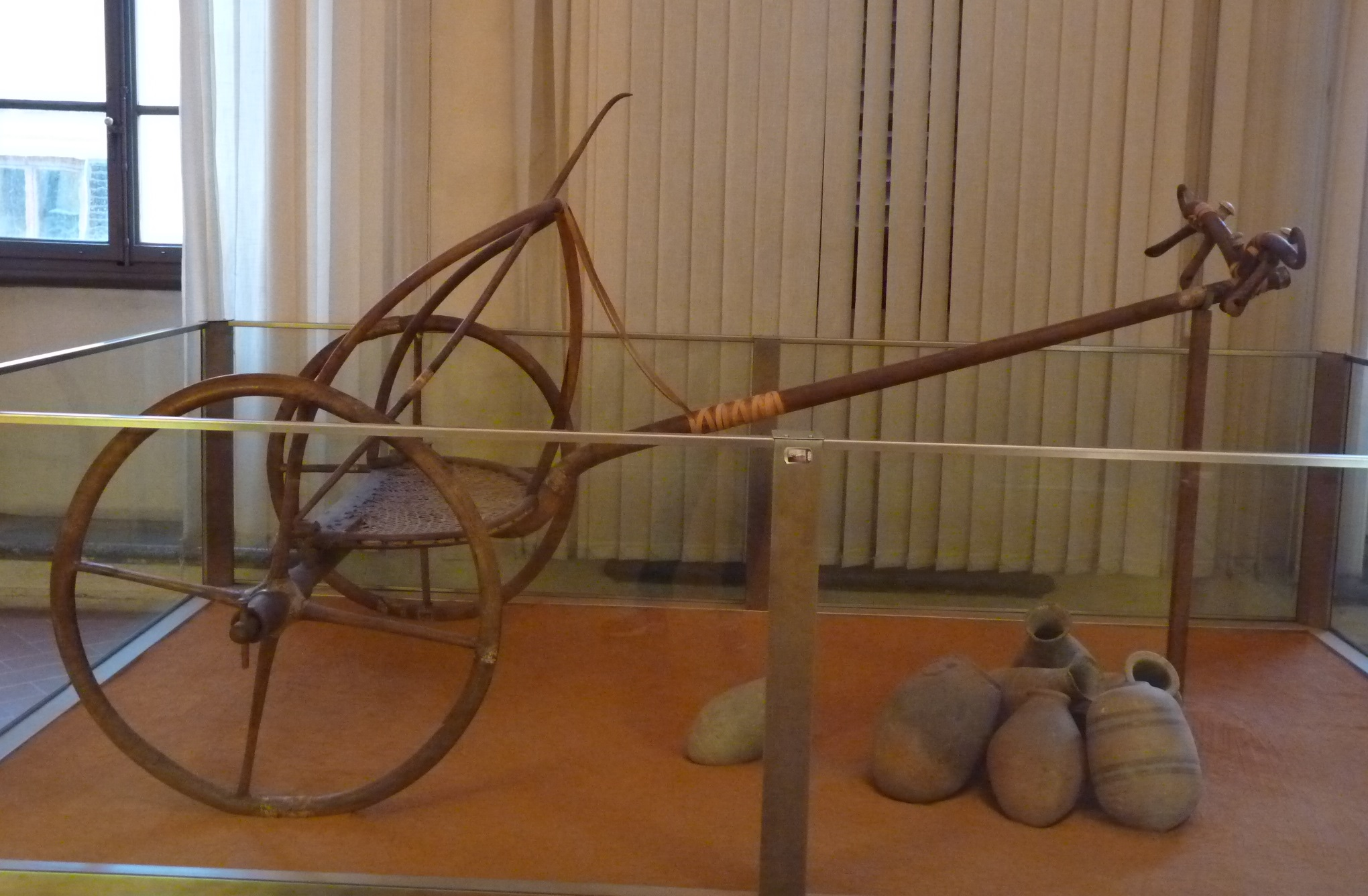
عجلة حربية

العجلة الحربية سلاح مصري استحدثه وطوره قدماء المصريين وصارت جزءاً من مكونات الحضارة المصرية، ورمزاً لمصر على مر العصور، وهي أقدم سلاح مدرع أو عربات مدرعة اُستُخدمت كأسلحة في الحروب وقد بدأ ظهورها في مصر في عهد الأسرة الفرعونية السابعة عشر عند هجوم الهكسوس على مصر وكان لهم التفوق العسكري، في البداية فقط، بسبب العجلات الحربية.
ثم بدأ المصريين في تصنيع العجلات الحربية، وإدخال تعديلات كبيرة عليها بعد تأسيس الأسرة الثامنة عشر بقيادة سقنن رع ومن بعده كاموس ابنه ثم شقيقه أحمس، وتابعوا القتال حتى تم طرد الهكسوس من مصر.
و قد ذكرت العجلات لأول مرة على مسلة كاموس باسم (نت حتري) أي (سلاح العجلات).
ثم أستخدمت العجلات من بعد ذلك من قبل المصريين بكثرة وتظهر في لوحات تحتمس الأول وتحتمس الثالث ورمسيس الثانى عندما ظهرت ألقاب جديدة مثل رئيس الإسطبل ومقاتل العجلة.